# Chengqu (Datong)
Chengqu (城区,  Chéngqū – „Innenstadt-Bezirk“) war ein chinesischer Stadtbezirk im Verwaltungsgebiet der bezirksfreien Stadt Datong im Norden der Provinz Shanxi. Er hatte eine Fläche von 47 km² und zählte zu Ende des Jahres 2013 etwa 670.000 Einwohner. Der Stadtbezirk beherbergte das Zentrum von Datong und auch die Regierung der Stadt.
Die Bevölkerungszählung des Jahres 2000 hatte eine Gesamtbevölkerung von 537.598 Personen in 177.291 Haushalten ergeben, davon 268.243 Männer und 269.355 Frauen.

## Administrative Gliederung
Auf Gemeindeebene setzte sich der Stadtbezirk aus vierzehn Straßenvierteln zusammen. Diese waren:
- Straßenviertel Dongjie (东街街道)
- Straßenviertel Xijie (西街街道)
- Straßenviertel Nanjie (南街街道)
- Straßenviertel Beijie (北街街道)
- Straßenviertel Nanguan (南关街道)
- Straßenviertel Beiguan (北关街道)
- Straßenviertel Xinjian Nanlu (新建南路街道)
- Straßenviertel Xinjian Beilu (新建北路街道)
- Straßenviertel Xinhua Jie (新华街街道)
- Straßenviertel Zhenhua Nanjie (振华南街街道)
- Straßenviertel Daqing Lu (大庆路街道)
- Straßenviertel Xiangyangli (向阳里街道)
- Straßenviertel Xihua Yuan (西花园街道)
- Straßenviertel Laopingwang (老平旺街道).[1]

Der Stadtbezirk Chengqu wurde im Jahre 2018 aufgelöst. Aus dem Großteil des Gebietes von Chengqu und aus Teilen des gleichzeitig aufgelösten Stadtbezirkes Nanjiao wurde der neue Stadtbezirk Pingcheng geschaffen. Die Straßenviertel Xihua Yuan und Laopingwang wurden Teil von Yungang.